# Monteverdi Marittimo
Monteverdi Marittimo is een gemeente in de Italiaanse provincie Pisa (regio Toscane) en telt 731 inwoners (31-12-2004). De oppervlakte bedraagt 98,7 km², de bevolkingsdichtheid is 7 inwoners per km².

## Demografie
Monteverdi Marittimo telt ongeveer 345 huishoudens. Het aantal inwoners daalde in de periode 1991-2001 met 7,2% volgens cijfers uit de tienjaarlijkse volkstellingen van ISTAT.
| Jaar | Inwoneraantal |
| ---- | ------------- |
| 1991 | 755           |
| 2001 | 701           |

## Geografie
De gemeente ligt op ongeveer 364 m boven zeeniveau.
Monteverdi Marittimo grenst aan de volgende gemeenten: Bibbona (LI), Castagneto Carducci (LI), Montecatini Val di Cecina, Monterotondo Marittimo (GR), Pomarance, Sassetta (LI), Suvereto (LI).